# Florencia Gattari
Florencia Gattari (Buenos Aires en 1976) es una escritora y psicóloga argentina. 
Con su obra Posición adelantada obtuvo el Premio El Barco de Vapor en 2007 e Historia de un pulover azul fue galardonado con el premio Destacado de Alija en 2015.
Además la mayoría de sus obras fueron comecializadas en otros países de Latinoamérica y España.
Florencia Gattari fue galardonada con el Premio Legión del Libro otorgado por la Cámara Uruguaya del Libro.

## Libros
- Vestido nuevo
- Flor de Loto
- Navegar la noche
- Perra lunar
- Historia de un pulover azul
- Posición adelantada
- El pacto